# Hippoglossoides elassodon
Espèce
Hippoglossoides elassodon est une espèce de poissons plats du genre Hippoglossoides qui se retrouve dans le Pacifique Nord : mer du Japon, mer d'Okhotsk, mer de Bering. Il a été aussi signalé sur la côte ouest des États-Unis.